# Enrique VIII de Reuss-Hirschberg

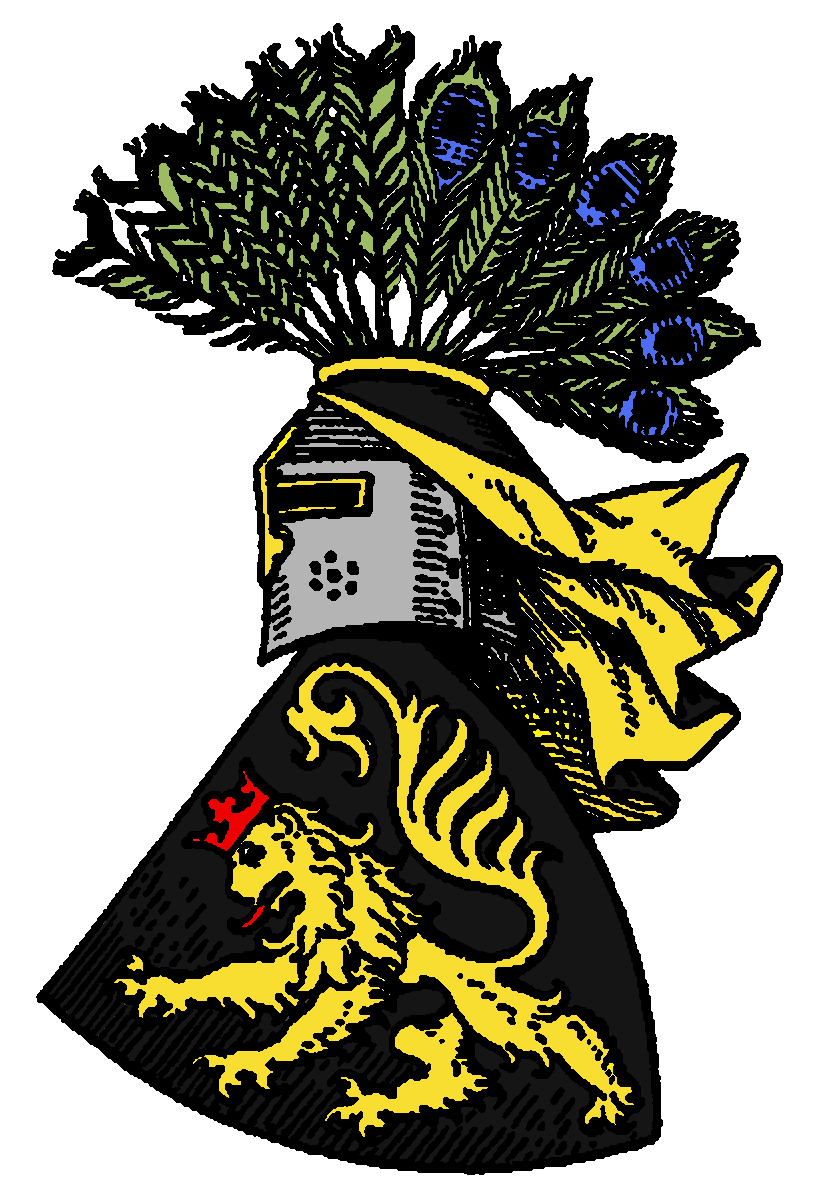
Escudo de armas de la casa de Reuss

Enrique VIII de Reuss-Hirschberg (en alemán: Heinrich VIII Reuss zu Hirschberg; 20 de mayo de 1652, Bad Lobenstein; 29 de octubre de 1711, Hirschberg) fue un miembro de la familia Reuss-Lobenstein (la línea joven). Fue conde de Reuss-Hirschberg (1678-1711) y Reuss-Lobenstein junto a sus hermanos Enrique III y Enrique X. 
Tras siete años de un gobierno conjunto, dos de los tres hermanos recibieron nuevos señoríos, siendo Enrique VIII coronado como señor de Hirschberg.

## Vida
Era uno de los doce hijos del Conde Enrique X de Reuss-Lobenstein (1621-1671) y de su esposa María Sibila de Reuss-Plauen (1625 -1675), hija de Enrique IV de Reuss-Obergreiz (la vieja línea) (1597-1629) y Juliana Isabel de Daun-Kneufwiler von Wildgraf (1602-1653). Era hermano del conde Enrique III de Reuss-Lobenstein (1648-1710) y del conde Enrique X de Reuss-Ebersdorf (1662-1711).
Tras la muerte de su padre (1671), los hermanos administraron juntos las propiedades, que luego las dividieron en nuevas sublíneas.
Su padre compró en 1664 el Palacio de Hirschberg. Desde 1678 Enrique VIII residió allí y gobernó hasta su muerte en 1711. Construyó el nuevo palacio en 1678 en estilo barroco. El palacio fue posteriormente residencia de verano.

## Matrimonio
Enrique VIII de Reuss-Hirschberg se casó el 3 de marzo de 1679 en Miehltroff con Frauin Isabel Sofía de Bodenhausen (27 de junio de 1650, Mieltrof - 7 de mayo de 1687, Hirschberg), hija de Freiherr Francisco Wilke de Bodenhausen (1623-1686) y Magdalena Inés von Reden (1624-1671). El matrimonio no tuvo hijos.
Enrique VIII posteriormente se casó por segunda vez el 19 de julio de 1688 con la princesa Sofía Juliana de Reuss-Obergreiz (25 de diciembre de 1670, Greiz - 23 de agosto de 1696, Greiz), hija del conde Enrique I de Reuss-Obergreiz (1627-1681) y de la condesa Sibilla Juliana de Schwarzburgo-Arnstadt (1646-1698). El matrimonio no tuvo hijos.